# 3782 Celle
Celle (asteroide 3782) é um asteroide da cintura principal, localizado a 2,1866621 UA do Sol. Foi descoberto em 3 de Outubro de 1986 por Poul Jensen. Possui uma excentricidade de 0,0945756 e um período orbital de 1 370,83 dias (3,75 anos). Seu diâmetro é de 6 km.
Em 3 de maio de 2003 astrônomos do Vatican Advanced Technology Telescope anunciaram a descoberta de um satélite orbitando Celle. Acredita-se que ele possui 2,5 km de diâmetro, e orbita Celle a uma distância de cerca de 20 km.